# Francis Cook
Francis Cook, 1° Visconte di Montserrate (Clapham, 1817 – Richmond upon Thames, 1901), è stato un collezionista d'arte britannico.
A partire dal 1860 concentrò un'immane collezione di opere d'arte minori nella Doughty House di Richmond upon Thames, di sua proprietà dal 1849.
Lasciò le opere in eredità al figlio Wyndham Cook.